# 페루초 부소니

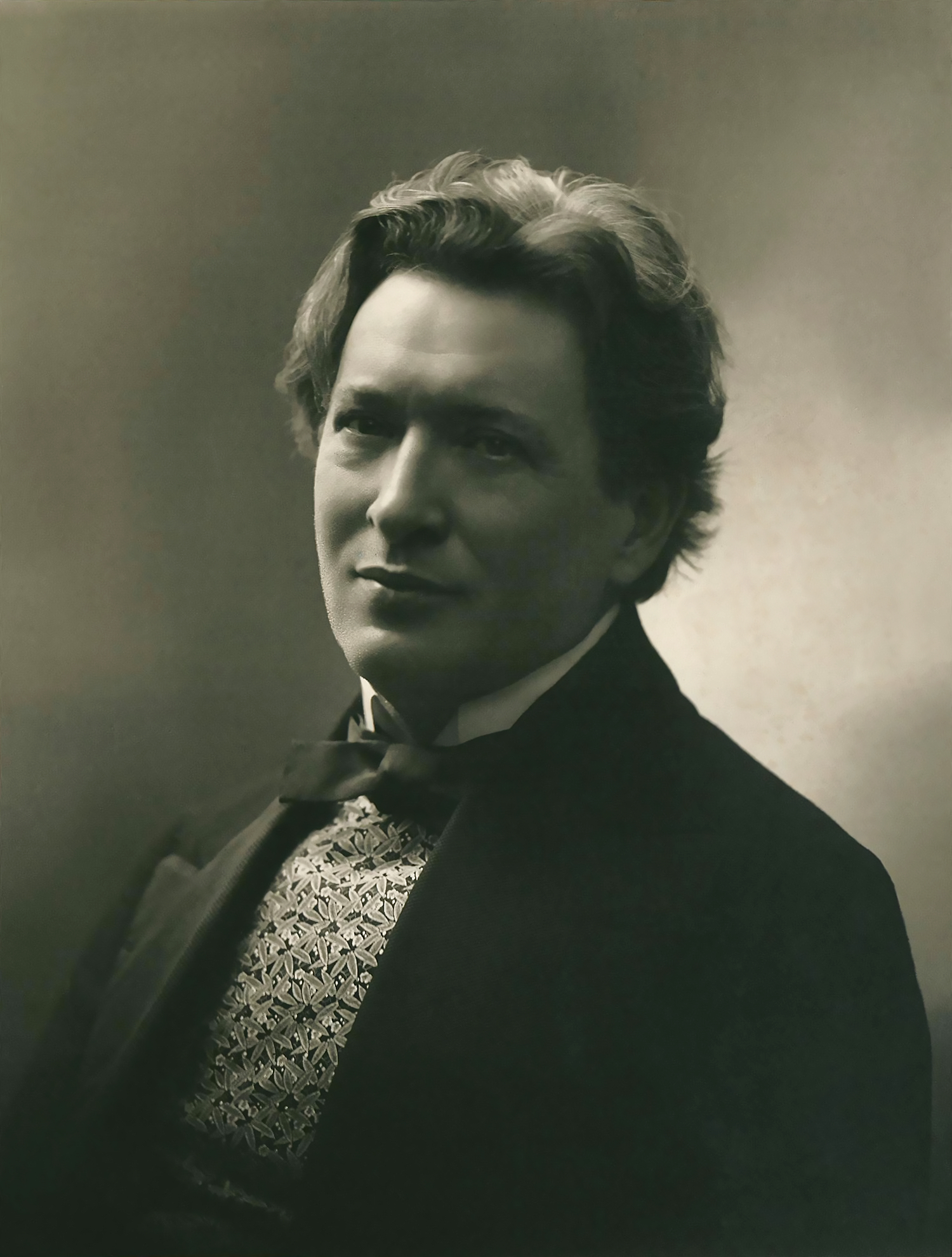
1913년의 부소니

페루초 부소니 (Feruccio Busoni, 1866년 4월 1일 – 1924년 7월 27일)는 이탈리아의 작곡가, 피아니스트, 지휘자, 편집자, 작가, 교사였다. 그의 국제적인 경력과 명성은 그를 당대의 많은 주요 음악가, 예술가 및 문학가들과 긴밀히 협력하게 했으며 인기 있는 건반악기 강사이자 작곡 교사였다.
어린 시절부터 부소니는 때로는 논쟁의 여지가 있지만 뛰어난 피아니스트였다. 그는 비엔나 음악원에서 공부한 다음 빌헬름 메이어 와 카를 라이네케를 사사했다. 헬싱키, 보스턴, 모스크바에서 짧은 기간 가르친 후 그는 유럽과 미국에서 거장 피아니스트로서 작곡, 교육 및 순회 공연에 전념했다. 음악에 대한 그의 글은 영향력이 있었고 미학 뿐만 아니라 마이크로톤 및 기타 혁신적인 주제에 대한 고려를 다루었다. 그는 1894년부터 베를린에 거주했지만 제1차 세계 대전의 대부분을 스위스에서 보냈다.
그는 초기에 늦은 낭만주의 양식으로 작곡을 시작했지만 1907년 이후 무조성 요소가 포함된 보다 개인적인 양식을 개발했다. 그의 미국 방문은 그의 작품 중 일부에 반영된 북미 원주민 부족 멜로디 에 대한 관심으로 이어졌다. 그의 작곡에는 피아노를 위한 작품, 기념비적인 피아노 협주곡, 특히 요한 세바스티안 바흐의 작품이 포함된다. 그는 또한 실내악, 성악 및 관현악 작품, 오페라를 작곡했으며 그 중 하나인 《파우스트 박사》는 58세의 나이로 베를린에서 사망할 때 미완성으로 남겼다.

## 전기
페루치오 단테 미켈란젤로 벤베누토(Feruccio Dante Michelangelo Benvenuto)는 1866년 4월 1일 투스카니의 엠폴리 마을에서 클라리넷 연주자인 페르디난도(Ferdinando)와 피아니스트인 안나(Anna(née Weiss))의 외아들로 태어났다. 얼마 지나지 않아 가족은 트리에스테로 이사했다. 주로 아버지에게 가르침을 받은 신동이었던 그는 7세에 공연과 작곡을 시작했다. 부소니는 1873년 11월 24일 트리에스테의 쉴러 베라인에서 부모님과 함께 모차르트 소나타 C장조 1악장과 슈만과 클레멘티 작품을 연주하며 피아노 연주자로 대중 데뷔를 했다. 일련의 추가 콘서트에서 그의 부모에 의해 상업적으로 홍보된 부소니는 나중에 이 시기에 대해 "나는 어린 시절이 없었다."라고 말했다. 1875년에 그는 모차르트의 피아노 협주곡 24번을 연주하여 협주곡 데뷔를 했다.
9세부터 11세까지 부소니는 후원자의 도움으로 비엔나 음악원에서 공부했다. 비엔나에서의 그의 첫 공연은 평론가 에두아르트 한슬리크에 의해 열광적으로 받아들여졌다. 1877년 부소니는 프란츠 리스트의 연주를 듣고 그의 솜씨에 감탄한 작곡가에게 소개되었다. 이듬해 부소니는 피아노와 현악 4중주를 위한 4악장 협주곡을 작곡했다. 비엔나를 떠난 후 그는 그라츠에서 짧은 기간 동안 공부했으며 일부 피아노 작품을 포함하여 다른 초기 작품이 이 시기에 출판되었다.

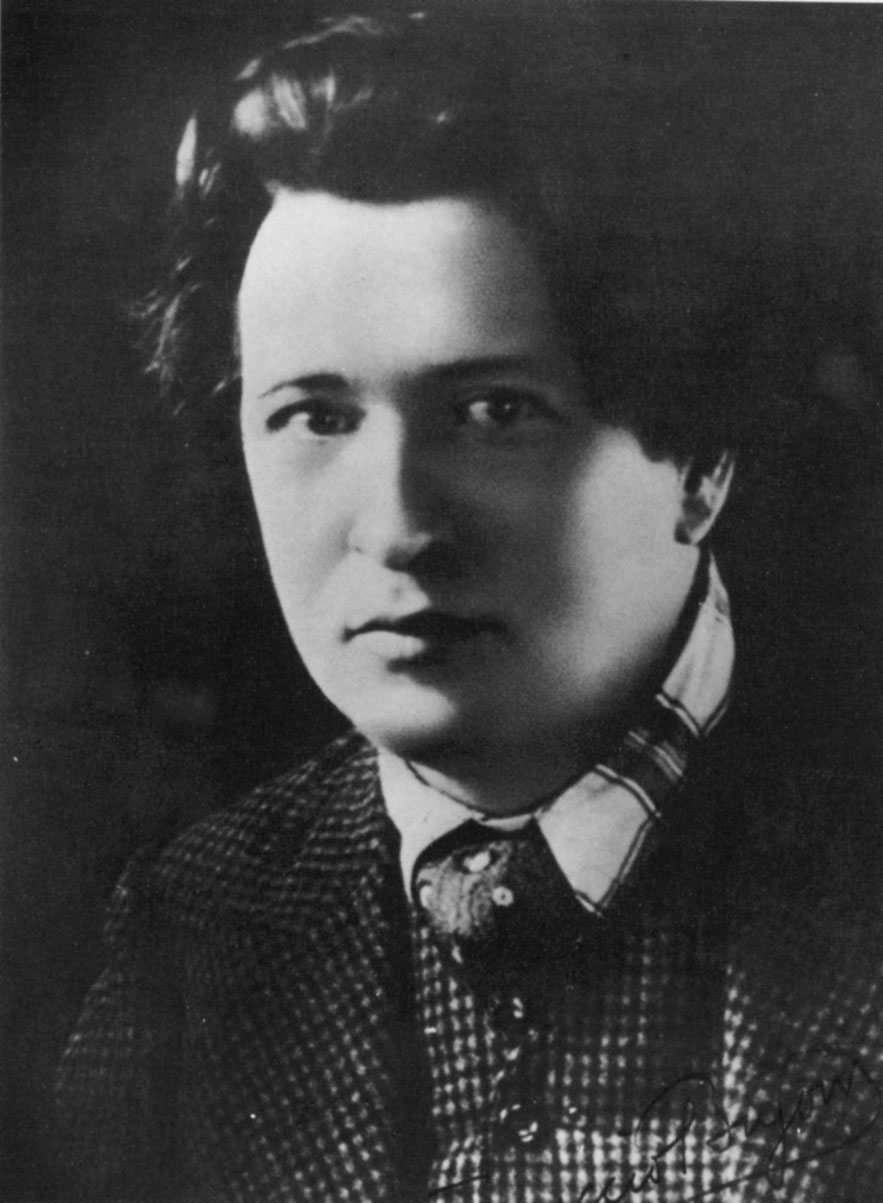
부소니 c. 1886

그는 1881년 볼로냐의 아카데미아 필하모니카( Academia Filharmonica of Bologna)의 회원으로 선출되었는데, 이는 모차르트 이후 최연소로 이 영예를 받은 사람이다. 1880년대 중반, 부소니는 빈에 거주하면서 골드마크를 만나 1886년 오페라 멀린 의 성악 준비를 도왔다. 그는 또한 두 라이프치히 카를 라이네케와 함께 공부할 것을 추천 요하네스 브람스를 만났다. 이 기간 동안 부소니는 독주회를 하고 후원자의 재정적 지원으로 생계를 꾸렸다. 그는 또한 작곡을 계속했고 1886년부터 1889년까지 작업 한 오페라 시구네에서 첫 시도를 하다가 포기했다. 그는 라이프치히에서 무일푼이 된 자신을 발견하고 출판사 Schwalm에게 작곡을 요청한 방법을 설명했다. Schwalm은 이의를 제기했지만 페터 코르넬리우스의 오페라 바그다드의 이발사에 대한 환상을 50 마르크 아래로, 그리고 완료되면 100마르크 아래로 의뢰하겠다고 말했다. 다음날 아침 부소니는 슈발름의 사무실에 찾아와 150마르크를 요구하며 완성된 작품을 넘겨주며 "오페라도 모르고 피아노도 없이 밤 9시부터 3시 30분까지 일했다"고 말했다.

### 헬싱포르스, 모스크바, 미국(1888–1893)

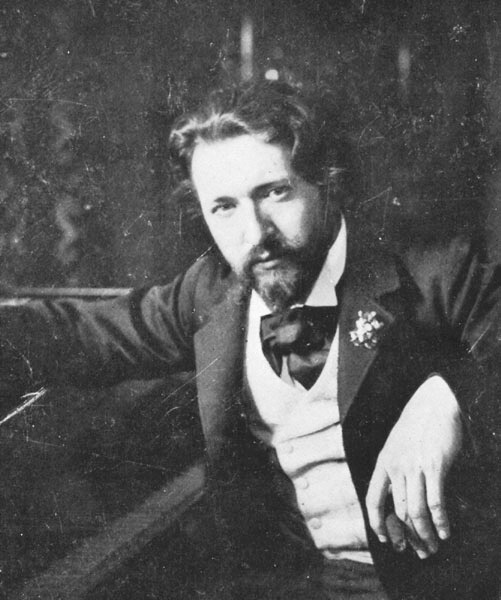
부소니 c. 1900

1888년, 음악학자 후고 리만(Hugo Riemann)은 고급 피아노 강사의 공석으로 헬싱포르스(현재의 핀란드 헬싱키 , 당시 러시아 제국의 일부)의 음악 연구소 소장에게 부소니를 추천했다. 그의 가까운 동료와 동료 중에는 지휘자이자 작곡가인 아르마스 야르네펠트(Armas Järnefelt ), 작가 아돌프 파울(Adolf Paul), 작곡가 장 시벨리우스(Jean Sibelius)가 있었는데, 그와 지속적인 우정을 맺었다.
1888년과 1890년 사이에 부소니는 헬싱포르스에서 약 30회의 피아노 독주회와 실내악 연주회를 가졌다. 이 시기에 작곡한 작품 중에는 피아노 이중주를 위한 핀란드 민요 세트(Op. 27)가 있다. 같은 해 3월 헬싱포르스로 돌아온 부소니는 미래의 아내인 스웨덴 조각가 칼 에네아스 쇼스트란트 의 딸인 게르다 쇼스트란트를 만나 일주일 만에 프러포즈했다. 그는 첼로와 그녀를 위한 피아노를 위한 Kultaselle ("사랑하는 사람에게")을 작곡했다( BV 237, 1891년 작품 번호 없이 출판됨).
1890년 부소니는 바흐 작품의 초판인 2부 및 3부로 구성된 인벤션을 출판했다. 같은 해에 그는 피아노와 오케스트라를 위한 그의 Konzertstück ("콘서트 작품") Op. 31a ( BV 236 )로 수상했다. 그 결과 그는 모스크바 음악원을 방문하여 가르치도록 초대되었다. 게르다는 모스크바에서 그와 합류하여 즉시 결혼했다. 모스크바에서의 그의 첫 콘서트는 베토벤의 협주곡을 연주했을 때 뜨거운 호응을 얻었다. 그러나 모스크바에 사는 것은 재정적, 직업적 이유로 부소니에게 어울리지 않았다. 그는 민족주의적 성향의 러시아 동료들에게 소외감을 느꼈다.
부소니의 첫째 아들은 1892년 보스턴에서 태어났지만 뉴 잉글랜드에서의 경험은 만족스럽지 못했다. 1년 후 그는 음악원에서 사임하고 미국 동부 전역에서 일련의 독주회를 시작했다.

### 베를린, 1893–1913: "새로운 시대"

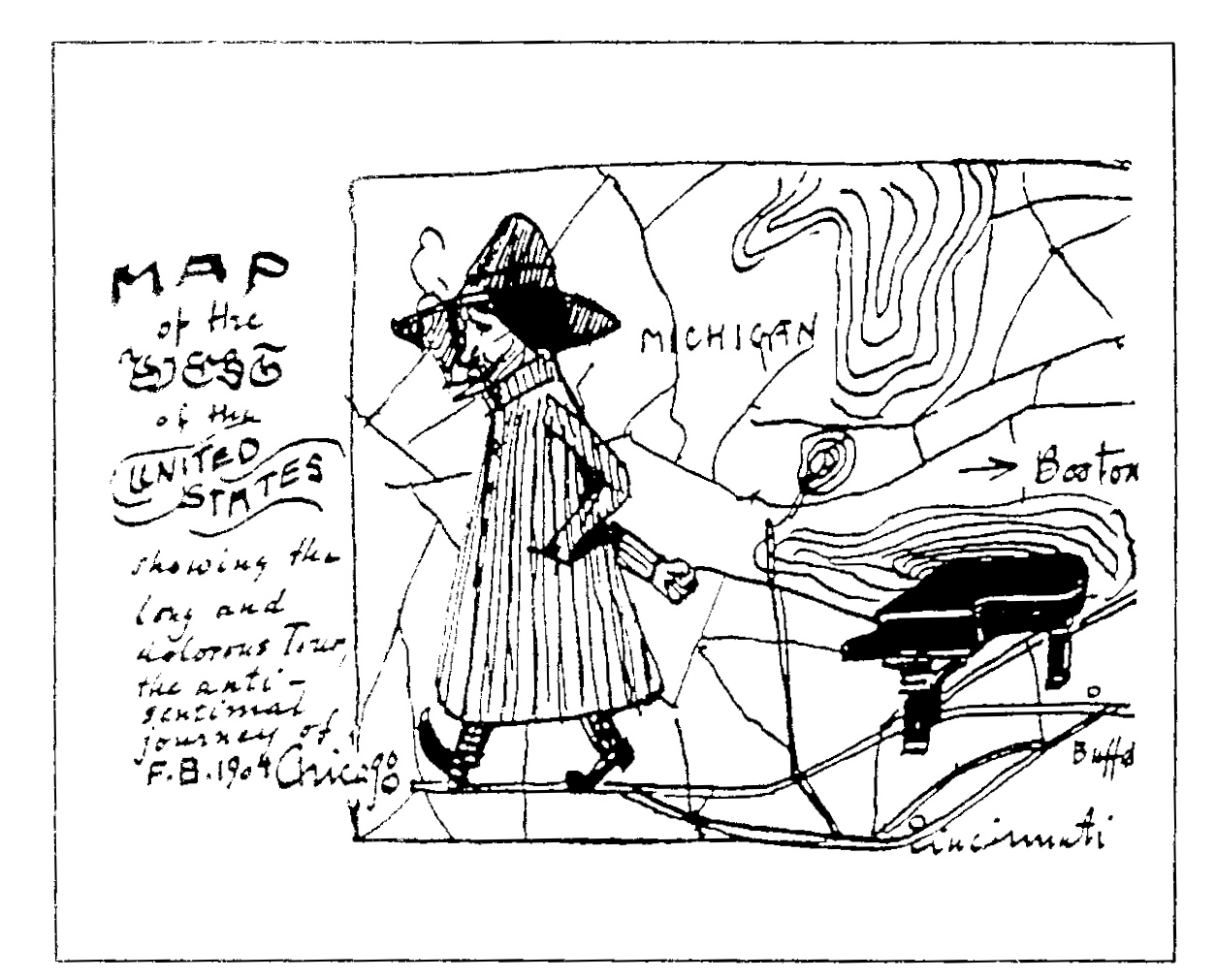
아내를 위해 그린 1904년 미국 순회 만화

부소니는 1893년 4월 주세페 베르디의 오페라 팔스타프의 베를린 초연에 참석했다. 그 결과 그는 독일 전통, 특히 브람스의 모델과 리스트와 바그너 의 관현악 기법에 찬성하여 지금까지 무시해 왔던 이탈리아 음악 전통의 잠재력에 대한 재평가를 하도록 했다. 부소니는 즉시 베르디에게 편지를 쓰기 시작했고(그는 그것을 보낼 용기가 나지 않았다) 그를 "이탈리아의 주요 작곡가"이자 "우리 시대의 가장 고귀한 사람 중 한 사람"이라고 불렀다. " 팔스타프는 나에게 그러한 정신의 혁명을 일으켰다. ... 그 때부터 내 예술적 삶의 새로운 시대가 시작되었음을 알 수 있다."
1894년에 부소니는 베를린에 정착했고, 제1차 세계 대전 중을 제외하고 이곳을 자신의 본거지로 여겼다.
베를린은 부소니의 유럽 여행을 위한 훌륭한 거점임을 입증했다. 미국에서 지난 2년과 마찬가지로 작곡가는 피아노 거장으로서 힘들지만 보수를 받는 여행에 생계를 의존해야 했다. 또한 이 기간 동안 그는 수입에 계속 의존하는 부모에게 상당한 금액을 송금했다. 부소니의 프로그램과 스타일은 처음에 유럽의 일부 음악 센터에서 우려를 불러일으켰다. 1897년 런던에서의 그의 첫 콘서트는 엇갈린 평가를 받았다. The Musical Times는 그가 "바흐의 대가인 오르간 프렐류드와 푸가 중 하나를 터무니없이 흉내내어 연주함으로써 진정한 아마추어[즉, 음악 애호가]를 짜증나게 하는 방식으로 시작했지만 쇼팽의 연습곡(Op. 25)은 물론 불균등하지만 전반적으로 흥미롭다."
부소니의 국제적 명성은 급속히 높아져 이 기간 동안 베를린과 다른 유럽 수도와 지역 센터(맨체스터, 버밍엄, 마르세유, 피렌체 및 많은 독일과 오스트리아 도시 포함)에서 자주 공연을 펼쳤을 뿐만 아니라 4년 사이에 미국을 방문했다.
이 기간 동안 부소니의 공연 활동은 그의 창작 능력을 다소 억압했다. 1896년 그는 "나는 피아니스트로서 큰 성공을 거뒀고, 작곡가는 현재로서는 숨긴다."라고 썼다. 그의 기념비적인 피아노 협주곡 (5악장이 1시간 이상 지속되고 무대 뒤 남성 합창단 포함)은 1901년에서 1904년 사이에 작곡되었다. 1904년과 1905년에 작곡가는 카를로 고치의 동명 희곡을 위한 부수 음악으로 투란도트 모음곡 을 썼다. 이 시기에 착수한 주요 프로젝트는 E. T. A. 호프만의 이야기를 바탕으로 한 오페라 Die Brautwahl이다. 부소니는 또한 Elegies (BV 249; 1907), 모음곡 An die Jugend (BV 252; 1909) 및 첫 번째 두 개의 피아노 소나티나 BV 257 (1910)을 포함하여 보다 성숙한 스타일을 분명히 드러낸 피아노 독주 작품을 생산하기 시작했다. BV 259(1912).
1902년과 1909년 사이에 베를린에서 열린 일련의 오케스트라 콘서트에서 피아니스트이자 지휘자로서 부소니는 특히 독일 외부의 현대 음악을 홍보했다. Beethovensaal (베토벤 홀)에서 열린 이 시리즈에는 에드워드 엘가, 시벨리우스, 세자르 프랑크, 클로드 드뷔시, 뱅상 당디, 카를 닐센 및 벨라 바르톡의 음악 초연이 포함되었다. 콘서트에는 또한 당시 부소니 자신의 작품 중 일부의 초연이 포함되었다. 나이 많은 거장의 음악이 포함되었지만 때로는 예상치 못한 반전이 있었다. 예를 들어, 샤를 발랑탱 알캉의 괴상한 1악장 카덴자가 있는 베토벤의 피아노 협주곡 3번)이 있다. 콘서트는 많은 홍보를 불러 일으켰지만 비평가들로부터 공격적인 논평을 일으켰다.
이 기간 동안 부소니는 마스터클래스에서 강의했다. 1900년 그는 바이마르의 칼 알렉산더 공작의 초대를 받아 15명의 젊은 거장을 위한 마스터 클래스를 이끌었다. 이 개념은 음악원에서 공식적으로 가르치는 것보다 부소니에게 더 적합했다. 주 2회 세미나가 성공적이었고 다음 해에 반복되었다. 제자 중에는 나중에 댄서로 유명 해져서 친구로 남게 된 Maud Allan이 포함되었다. 1907년 비엔나에서의 그의 경험은 덜 만족스러웠지만 그의 제자 중에는 Ignaz Friedman, Leo Sirota, Louis Gruenberg, Józef Turczyński 및 Louis Closson이 있었다. 후자의 4곡은 부소니의 1909년 피아노 앨범 An die Jugend 의 헌정곡이다. 그러나 수업을 주관하는 비엔나 음악원 이사회와의 논쟁은 분위기를 악화시켰다. 1910년 가을 부소니는 마스터클래스를 하고 바젤에서 일련의 독주회를 가졌다.
제1차 세계 대전 이전 몇 년 동안, 부소니는 일반 예술계와 음악가 사이에서 꾸준히 그의 접촉을 확장했다. 1903년부터 부소니와 서신을 주고받은 아놀드 쇤베르크는 부소니가 그를 대신해 로비를 한 결과 부분적으로 1911년 베를린에 정착했다. 1913년 부소니는 자신의 아파트 에서 빌렘 멩겔베르그, 에드가르 바레제, 아르튀르 슈나벨 이 참석한 달에 홀린 피에로 개인 공연을 마련했다. 1912년 파리에서 부소니는 발레나 오페라에서의 콜라보레이션을 제안한 가브리엘레 단눈치오와 만났다. 그는 또한 미래파 예술가인 Filippo Marinetti 와 Umberto Boccioni를 만났다.

### 제1차 세계 대전과 스위스(1913–1920)

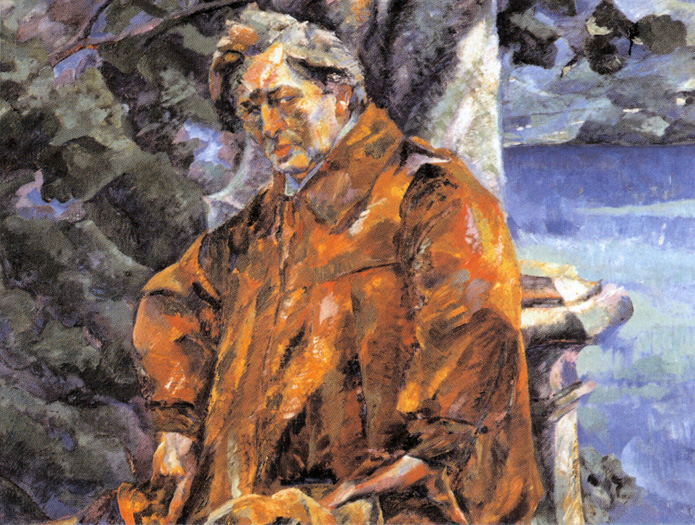
움베르토 보치오니 (Umberto Boccioni)의 부소니의 초상, 1916(로마 현대 미술관 소장품)

1913년 봄에 북부 이탈리아에서 일련의 콘서트를 마친 후 부소니는 볼로냐의 리세오 로시니의 감독직을 제안받았다. 그는 최근 베를린 Schöneberg의 Viktoria-Luise-Platz 에 있는 아파트로 이사했지만 여름을 베를린에서 보낼 생각으로 그 제안을 받아들였다. 게시가 실패한 것으로 판명되었다. 볼로냐는 이사도라 던컨과 같은 유명인사들의 이따금 방문에도 불구하고 문화적 이면이었다. 부소니의 피아노 제자들은 재능이 없었고 지방 당국과 끊임없이 논쟁을 벌였다. 제1차 세계 대전이 발발한 후인 1914년 8월, 그는 미국 투어를 하기 위해 1년의 결석을 요청했다. 사실 그는 결코 돌아오지 않았다. 학교에서 사실상 그의 유일한 영구적인 업적은 위생 시설을 현대화한 것이다. 그러나 이 기간 동안 그는 피아노와 오케스트라를 위한 또 다른 협주곡인 인디언 판타지(Indian Fantasy)를 작곡했다. 이 작품은 다양한 아메리칸 인디언 부족의 멜로디와 리듬을 기반으로 한다. 부소니는 1910년 미국 여행 중에 그의 전 제자인 민족 음악학자 Natalie Curtis Burlin에게서 받은 책에서 그것들을 파생했다. 이 작품은 1914년 3월 베를린에서 부소니가 독주자로 초연했다.
1914년 6월부터 1915년 1월까지 부소니는 베를린에 있었다. 독일에 거주하는 중립국(이탈리아) 출신인 부소니는 처음에는 전쟁 발발에 대해 크게 걱정하지 않았다. 이 기간 동안 그는 제안된 오페라 《파우스트 박사》Doktor Faust 의 대본을 진지하게 작업하기 시작했다. 1915년 1월에 그는 미국으로 콘서트 투어를 떠났고, 그곳은 그의 마지막 방문이었다. 이 기간 동안 그는 Goldberg 변주곡 의 자신의 버전을 포함하여 그의 바흐 판에 대한 작업을 계속했다. 작곡가가 유럽으로 돌아오자 이탈리아는 전쟁에 참전했다. 따라서 부소니는 1915년부터 스위스에 거주하기로 결정했다.
1916년 이탈리아에서 부소니는 그의 초상화를 그린 화가 보치오니를 다시 만났다. 부소니는 몇 달 후 보치오니가 군사 훈련을 받던 중 (승마 사고로) 사망했을 때 깊은 영향을 받았고 전쟁을 강력하게 비판하는 기사를 발표했다. 부소니의 1907년 작품 《음악의 새로운 미학》의 확대된 재발행은 독일 작곡가 한스 피츠너의 맹렬한 반격과 장기간의 말싸움으로 이어졌다. 부소니는 마이크로톤에 대한 실험을 계속했다.
전쟁이 끝난 후 그는 다시 영국, 파리, 이탈리아에서 콘서트 투어를 시작했다.

### 말년(1920–1924)

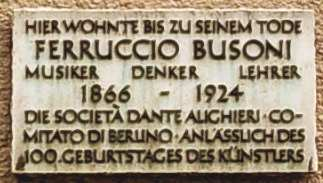
베를린 쇠네베르크에 있는 부소니의 아파트 부지에 있는 기념패

1920년, 부소니는 1915년에 떠났던 Viktoria-Luise-Platz 11에 있는 베를린 아파트로 돌아왔다. 건강이 나빠지기 시작했지만 콘서트를 계속했다. 그의 주요 관심사는 1918년 독일에서 대본이 출판된 오페라를 완성하는 것이었다. 1921년에 그는 "듣기는 했지만 보이지 않는 지하의 강처럼, 파우스트를 위한 음악은 내 열망의 깊은 곳에서 끊임없이 포효하고 흐른다"라고 썼다.
베를린은 바이마르 공화국의 음악 세계의 심장부였다. 그의 오페라를 포함한 부소니의 작품은 정기적으로 프로그램되었다. 건강이 허락하는 한, 그는 계속 공연했다. 독일의 초인플레이션 문제로 인해 그는 영국을 여행해야 했다. 피아니스트로서의 마지막 모습은 1922년 5월 베를린에서 베토벤의 협주곡을 연주한 것이었다. 베를린에 있는 그의 작곡 제자 중에는 Kurt Weill, Wladimir Vogel, Robert Blum이 있었고 이 마지막 몇 년 동안 부소니는 Varèse, Stravinsky, 지휘자 Hermann Scherchen 등과도 접촉했다.
부소니는 1924년 7월 27일 베를린에서 공식적으로 심부전으로 사망 했지만 염증이 있는 신장과 과로도 그의 죽음에 기여했다. Doktor Faust는 죽을 때 미완으로 남아 있었고 Jarnach가 완성한 1925년 베를린에서 초연되었다. 부소니의 베를린 아파트는 1943년 공습으로 파괴되었고 그의 많은 소유물과 서류가 분실되거나 약탈되었다. 사이트에는 그의 거주를 기념하는 명판이 있다. 부소니의 아내 게르다는 1956년 스웨덴에서 사망했다. 미국 국적에도 불구하고 제2차 세계 대전 기간 동안 베를린에서 살았던 그들의 아들 베니는 1976년 그곳에서 사망했다. 삽화가인 그들의 둘째 아들 Lello는 1962년 뉴욕에서 사망했다.

## 음악

### 피아니즘

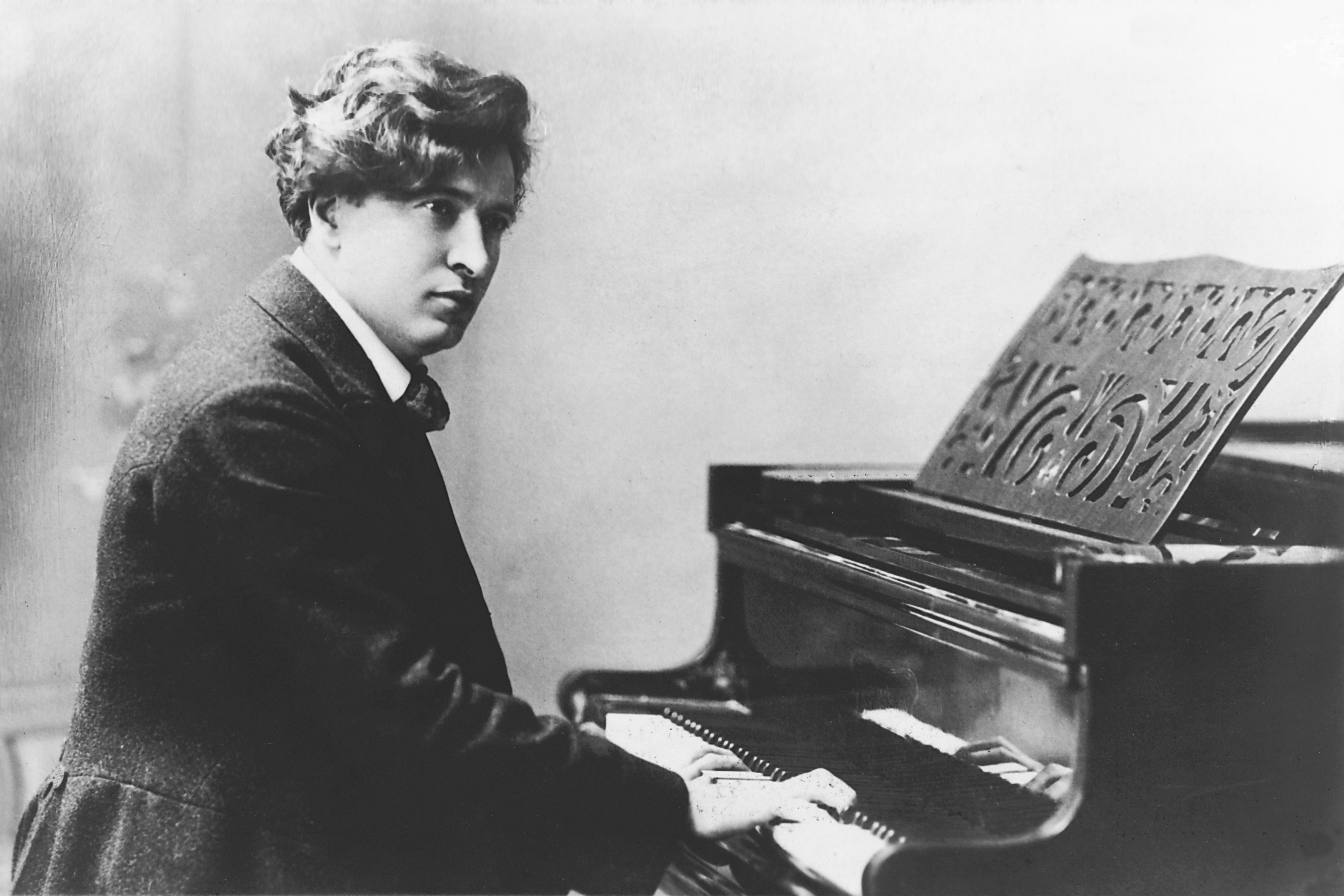
피아노를 치는 부소니, 제작된 엽서에서 c. 1895–1900.

피아니스트 알프레드 브렌델은 부소니의 연주에 대해 " 허세에 대한 반성의 승리를 의미한다"는 리스트의 더 화려한 시대 이후라고 말했다.
헨리 우드 경은 부소니가 두 손으로 더블 옥타브를 연주하는 것을 듣고 놀랐다. 이에 도널드 토비는 부소니가 " 모차르트의 저작물에 엄격하게 자신을 국한시키지 않는 절대적인 순수주의자", 즉 모차르트 자신도 비슷한 자유를 누렸을 수 있다고 선언했다.

### 작품
부소니의 작품에는 작곡, 각색, 필사본, 녹음 및 저작물이 포함된다.

1917년, 휴고 라이히텐트리트(Hugo Leichtentritt)는 제2 바이올린 소나타 Op. 1900년에 완성된 36a( BV 244 )는 "부소니의 첫 번째 시대와 두 번째 시대 사이의 경계선에 서 있다"

부소니는 피아노 협주곡을 작곡했는데, 이는 그가 작곡한 작품 중 기간과 자원 면에서 가장 큰 작품 중 하나이다. 협주곡 초연에 대한 언론의 반응은 크게 분노했다. Täglicher Rundschau는 "소음, 더 많은 소음, 편심 및 방탕함"에 대해 불평했으며 다른 저널은 "작곡가가 더 겸손한 경계 내에 머무르는 것이 더 나았을 것"이라고 의견을 밝혔다. 이 "창조적 멈춤" 동안의 다른 주요 작업은 투란도트 모음곡이다. 부소니는 모음곡에 중국 및 기타 동양 음악의 모티프를 사용했지만 Leichtentritt가 지적한 대로 모음곡은 "실제로 중국인의 정확한 모방은 부자연스럽고 도달할 수 없는 서양인의 마음의 산물이다. ... 실제보다 외관이 더 예술적이다." 이 모음곡은 1905년에 순수하게 음악적인 항목으로 처음 연주되었다. 1911년 연극 제작에 사용되었고, 결국 1917년 2막 오페라로 변형되었다.

#### 부소니와 바흐
1894년에는 부소니의 피아노를 위한 요한 제바스티안 바흐의 음악 판의 첫 부분이 베를린에서 출판되었다. 평균율의 첫 번째 책 . 여기에는 "피아노포르테를 위한 바흐 오르간 작품의 필사본 "을 포함하여 상당한 부록이 포함되어 있다. 이것은 결국 Bach-부소니 Edition 의 한 권을 형성하게 되었고, 이는 30년 이상 연장될 예정이었다. 7권은 부소니가 직접 편집했다. 여기에는 1890년 2부 및 3부 인벤션이 포함 된다.  부소니는 또한 바흐 음악의 콘서트 피아노 필사본 을 출판하기 시작했는데, 이는 그가 종종 자신의 리사이틀에 포함시켰다. 여기에는 오르간을 위한 바흐의 코랄 전주곡, 오르간을 위한 토카타와 푸가 D단조, 반음계 환상곡과 푸가가 포함 된다.
이러한 필사본은 피아노를 위한 음악의 문자 그대로의 재생을 넘어 종종 실질적인 재창조를 수반하지만, 원래의 리드미컬한 윤곽, 멜로디 음 및 하모니에서 결코 벗어나지 않다. 이는 연주가가 자유롭게 작곡가의 의도를 직관하고 전달할 수 있어야 한다는 부소니의 개념과도 일맥상통한다. 부소니는 템포 표시, 아티큘레이션 및 프레이즈 표시, 다이내믹 및 메트로놈 표시를 원본에 추가하고 광범위한 연주 제안을 추가한다. 예를 들어, 바흐의 골드베르크 변주곡 (BV B 35) 판에서 그는 "콘서트 연주"를 위해 변주 중 8개를 자르고 많은 부분을 실질적으로 다시 쓸 것을 제안한다. Kenneth Hamilton 은 "마지막 4개의 변주곡은 Bach보다 부소니에게 훨씬 더 많은 빚을 지고 있는 피아니스트 스타일의 자유로운 환상으로 다시 작성되었다."라고 설명한다.
바흐를 기반으로 한 그의 확장된 환상곡인 Fantasia Contrappuntistica가 나왔다.

#### 저
부소니는 음악에 대한 많은 에세이를 썼다. 1907년에 처음 출판된 에세이는 그의 연주와 성숙한 작곡의 기본 원리를 설명한다.
부소니의 또 다른 수필 모음집은 1922년 Von der Einheit der Musik으로 출판되었고, 나중에 Wesen und Einheit der Musik으로 재발행되었으며, 1957년에는 The Essence of Music으로 번역되었다. 부소니는 또한 그의 4개의 오페라의 대본을 썼다.

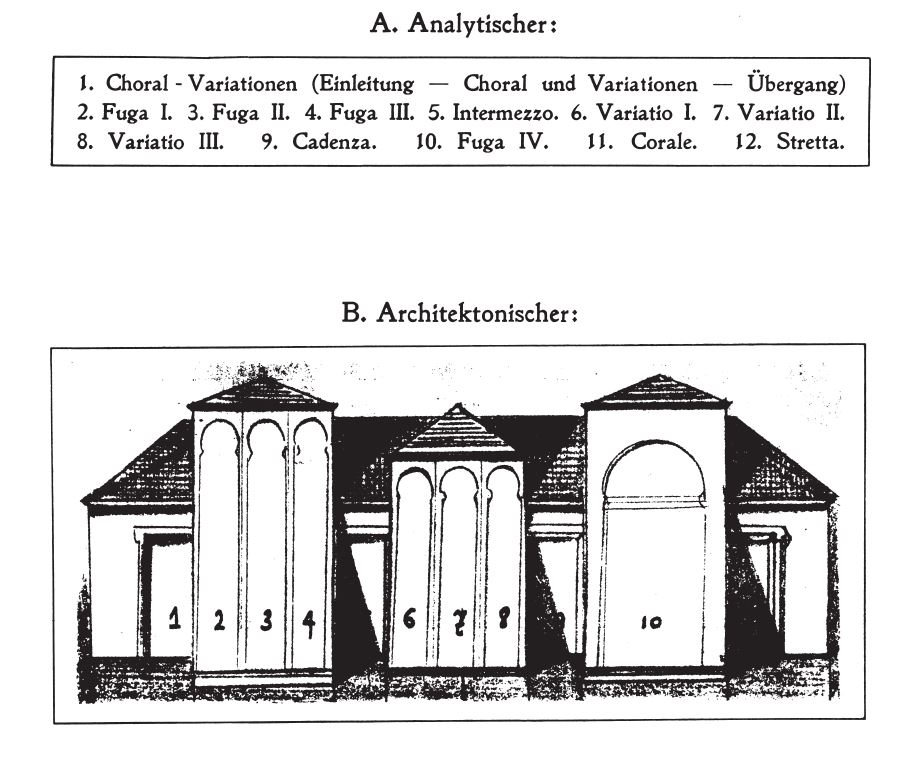
그의 판타지아 콘트라푼티스티카 의 구조에 대한 부소니의 스케치, 1910

1917년에 글을 쓴 Hugo Leichtentritt는 부소니의 성숙한 스타일이 Sibelius, Debussy, Alexander Scriabin 및 Schoenberg의 요소와 공통점이 있다고 설명했으며, 특히 전통적인 장조 및 단음계에서 무조성을 향한 그의 움직임에 주목했다.
이 성숙한 스타일의 첫 번째 랜드마크는 1907-1912년에 출판된 피아노 작품 그룹( Elegies, 모음곡 An die Jugend 및 첫 번째 두 개의 피아노 소나티나)과 부소니의 첫 번째 완성 오페라인 Die Brautwahl이다 . 다소 다른 바흐의 경의와 함께 부소니의 가장 큰 솔로 피아노 작품인 1910 Fantasia contrappuntistica. 약 30분 길이의 이 곡은 본질적으로 바흐의 푸가 예술의 마지막 미완성 푸가에 대한 확장된 환상이다. 그것은 바흐의 작품, 특히 BACH 모티프에서 발견되는 여러 선율적인 인물들을 사용한다. 부소니는 작품을 여러 번 수정하고 두 대의 피아노를 위해 편곡했다.
부소니는 또한 Natalie Curtis의 1913년 피아노와 관현악을 위한 인디언 환상 과 피아노 독주 스케치에 대한 두 권의 책인 Indian Diary에 대한 정보를 제공한 Natalie Curtis의 연구에서 가져온 북미 토착 부족 멜로디에서 영감을 얻었다. 1917년 부소니는 투란도트를 오페라로 개정하기 위한 동반 작품으로 단막 오페라 Arlecchino(1917)를 썼다. 그는 1916년에 그의 오페라 Doktor Faust에 대한 진지한 작업을 시작하여 사망 시 미완성 상태로 남겼다. 그런 다음 부소니의 스케치를 알고 있는 그의 제자인 필립 야르나흐(Philipp Jarnach)가 완성했다. 1980년대 Antony Beaumont는 Jarnach가 접근할 수 없는 자료를 사용하여 확장되고 개선된 완성도를 만들었다. Joseph Horowitz는 Beaumont의 완성을 "더 길고, 더 모험적이며, 아마도 덜 좋은 것"으로 묘사했다.
그의 생애 마지막 7년 동안 부소니는 키보드 기술에 대한 축적된 지식을 전달하기 위해 연습, 필사본 및 독창적인 작곡의 모음인 <i id="mwAnA">Klavierübung에서 산발적으로 작업했다.</i> 1918년과 1922년 사이에 5부로 발행되었다. 10권으로 된 확장판이 사후 1925년에 출판되었다.

#### 에디션, 편곡
바흐 음악에 대한 작업 외에도 부소니는 다른 작곡가의 작품을 편집하고 필사했다. 그는 대부분의 에튀드와 Grandes études de Paganini를 포함하여 34권으로 구성된 프란츠 리스트 재단의 리스트 작품 중 3권을 편집했다.
부소니는 또한 1886-1891년 에 모차르트, 프란츠 슈베르트, 닐스 가데 등의 작품을 출판사 Breitkopf und Härtel을 위해 편곡했다.

### 녹음
피아니스트로서 축음기 레코드에 대한 부소니의 출력은 매우 제한적이었고 그의 원본 녹음 중 많은 부분이 Columbia Records 공장이 불타면서 파괴되었다. 부소니는 1919년 아내에게 보낸 편지에서 구노-리스트 파우스트 왈츠를 녹음했다고 언급한다. 이 녹음은 공개되지 않았다. 그는 자신의 작품을 녹음한 적이 없다.

#### 피아노 롤
부소니는 상당한 수의 피아노 롤을 만들었다. 그들 중 일부는 다시 녹음되어 비닐 LP와 CD로 발매되었다. 여기에는 쇼팽의 음악과 리스트의 필사본을 포함하여 Welte-Mignon이 만든 피아노 롤에서 가져온 Columbia의 1950년 녹음이 포함된다. 부소니의 연주 스타일을 확인하는 데 있어 이러한 녹음의 가치는 논쟁의 여지가 있다. 그의 동료와 학생들 중 많은 사람들은 녹음에 대해 실망감을 표시했으며 그것이 진정으로 부소니의 피아니즘을 대표하지 않는다고 느꼈다.
에곤 페트리는 피아노 롤 녹음이 비닐에 처음 등장했을 때 소름이 돋았고 그것이 부소니의 연주를 흉내 낸 것이라고 말했다. 마찬가지로 부소니의 연주를 여러 번 들어본 Petri의 학생 Gunnar Johansen 은 "부소니의 피아노 롤과 녹음 중에서 Feux follets(리스트의 Transcendental Études 의 5번)만이 정말 독특한 것이다. 나머지는 흥미롭게도 설득력이 없다. 특히 쇼팽의 녹음은 명백한 오해이다."

## 유산
음악에 대한 부소니의 영향은 직접적인 후계자가 없는 그의 작곡 자체보다는 그와 함께 피아노와 작곡을 공부한 사람들, 그리고 음악에 대한 그의 글을 통해 더 컸을 것이다. 알프레드 브렌델은 의견을 피력했다 "조성물을 기괴 망측하게 덮어 피아노 협주곡처럼 ... 그의 최상급 후기 피아노 음악에 대한 우리의 시야를 방해한다. 아직까지 얼마나 화제가 – 그리고 미발견 – 1921년의 첫 번째 두 소나티나와 Toccata이다. . . . Doktor Faust는 지금도 그 시대의 뮤지컬 극장 위에 우뚝 솟아 있다."

## 참고 문헌
- Beaumont, Antony (1985). 《Busoni the Composer》. London: Faber and Faber. ISBN 978-0-571-13149-5.
- Beaumont, Antony, ed. (1987). Busoni: Selected Letters. New York:Columbia University Press. ISBN 978-0-231-06460-6
- Beaumont, Antony (2001). 〈Busoni, Ferruccio (Dante Michelangelo Benvenuto)〉. 《Grove Music Online》. Oxford: Oxford University Press. 2016년 2월 9일에 확인함. (구독 필요)
- Brendel, Alfred (1976). 《Musical Thoughts and After-Thoughts》. London: Robson Books. ISBN 978-0-903895-43-9.
- Busoni, Ferruccio (1911). 《Sketch of a New Esthetic of Music》. 번역 Th. Baker. New York: G. Schirmer. OCLC 13835974.
- Busoni, Ferruccio (1925). Klavierübung in zehn Büchern. Leipzig: Breitkopf und Härtel.
- Couling, Della (2005). 《Ferruccio Busoni: "A Musical Ishmael"》. Lanham, MD: Scarecrow Press. ISBN 978-0-8108-5142-9.
- Dent, Edward J. (1933). Ferruccio Busoni: A Biography, London: Oxford University Press. (Reprint: London: Ernst Eulenberg, 1974) ISBN 978-0-903873-02-4
- Hamilton, Kenneth (1998). 〈The virtuoso tradition〉.   Rowland, David. 《The Cambridge Companion to the Piano》. Cambridge: Cambridge University Press. 57–74쪽. ISBN 978-0-521-47986-8.
- Hamilton, Kenneth (2008). 《After the Golden Age》. Oxford: Oxford University Press. ISBN 978-0-19-517826-5.
- Horowitz, Joseph (2000년 4월 23일). “'Doktor Faust' Captures a Composer's Paradoxes”. 《The New York Times》. 2016년 5월 29일에 확인함.
- Kindermann, Jürgen (1980). Thematisch-chronologisches Verzeichnis der Werke von Ferruccio B. Busoni. Studien zur Musikgeschichte des 19. Jahrhunderts, vol. 19. Regensburg: Gustav Bosse Verlag([[:de:{{{3}}}|독일어판]]). ISBN 978-3-7649-2033-3
- Knyt, Erinn E. (2010a). “"How I Compose": Ferruccio Busoni's Views about Invention, Quotation, and the Compositional Process”. 《The Journal of Musicology》 27 (2): 224–264. doi:10.1525/jm.2010.27.2.224. JSTOR 10.1525/jm.2010.27.2.224. (구독 필요)
- Knyt, Errin E. (2010b). Ferruccio Busoni and the Ontology of the Musical Work: Permutations and Possibilities. D. Phil. dissertation, Stanford University, accessed 5 June 2016
- Kogan, Grigory (2010). 《Busoni as Pianist》. 번역 Svetlana Belsky. Rochester: University of Rochester Press. ISBN 978-1-58046-335-5.
- Leichtentritt, Hugo (1917). “Ferruccio Busoni as a Composer”. 《The Musical Quarterly》 3 (1): 69–87. doi:10.1093/mq/iii.1.69. JSTOR 738005.
- Roberge, Marc-André (1996). “Ferruccio Busoni et la France”. 《Revue de Musicologie》 82 (2): 269–305. doi:10.2307/947129. JSTOR 947129. (구독 필요)
- Roberge, Marc-André (2015). 《Opus Sorabjianum. v. 1.13》. Québec: Marc-André Roberge. 2019년 3월 26일에 원본 문서에서 보존된 문서. 2021년 12월 17일에 확인함. Online book only. Accessed 18 February 2016.
- Scholes, Percy A. (1947). 《The Mirror of Music 1844–1944》. London: Novello and Company. OCLC 634410668.
- Sitsky, Larry (1986). Busoni and the Piano: The Works, the Writings, and the Recordings. Greenwood Press. ISBN 978-0-313-23671-6
- Smith, Ronald (2000). Alkan: The Man, The Music (2 vols in 1). London: Kahn and Averill. ISBN 978-1-871082-73-9
- Stevenson, Ronald (1987). “Book review: Ferruccio Busoni—Selected Letters translated and edited by Antony Beaumont”. 《Tempo》. New Series (163): 27–29. doi:10.1017/S0040298200023585. JSTOR 945689. (구독 필요)
- Summers, Jonathan (2004). "Busoni's Complete Recordings" 보관됨 2020-10-20 - 웨이백 머신, notes to Busoni and his pupils (1922–1952), CD recording, Naxos Records 8.110777
- Taylor, Philip S. (2007). 《Anton Rubinstein: A Life in Music》. Bloomingdale and Indianapolis: Indiana University Press. ISBN 978-0-253-34871-5.
- van Dieren, Bernard (1935). 《Down among the Dead Men》. London: Humphrey Milford (Oxford University Press). OCLC 906126003.
- Vogel, Wladimir (1968). “Impressions of Ferruccio Busoni”. 《Perspectives of New Music》 6 (2): 167–173. doi:10.2307/832359. JSTOR 832359. (구독 필요)
- Walker, Alan (1996). 《Franz Liszt. Volume 3: The Final Years 1861–1880》. New York: Alfred A. Knopf. ISBN 978-0-394-52542-6.
- Wirth, Helmut (1980). 〈Busoni, Ferruccio (Dante Michelangelo Benvenuto)〉. 《The New Grove Dictionary of Music and Musicians》 3. London: Macmillan. 508–512쪽. ISBN 978-0-333-23111-1.
- Wis, Roberto (1977). “Ferruccio Busoni and Finland”. 《Acta Musicologica》 49 (2): 250–269. doi:10.2307/932592. JSTOR 932592. (구독 필요)